# 러셀 웨이드
러셀 웨이드(Russell Wade, 1917년 6월 22일 ~ 2006년 12월 9일)는 미국의 배우이다.

## 영화
- 신체 강탈자 (1945년)
- 죽음의 게임 (1945년)
- 당당하게 (1944년)
- 유령선 (1943년) - 삼등 항해사 톰 메리엄 역
- 하이어 앤 하이어 (1943년)
- 문 오버 마이아미 (1941년)
- 선 밸리 세레나데 (1941년)
- 터너바웃 (1940년)
- 앤디 하디 미츠 드뷰탄트 (1940년)
- 브로드웨이 멜로디 오브 1940 (1940년)
- 쓰리 스마트 걸 그로우 업 (1939년)
- 더 골드윈 폴리스 (1938년)
- 에이스 드러몬드 (1936년)